# Interferenztherapie
Die Interferenztherapie (auch Interferenzstromtherapie, Interferenzstrombehandlung, Mittelfrequenztherapie, NEMEC-Therapie) ist eine alternativmedizinische Elektrotherapie, bei der sich mittelfrequente Ströme im Inneren des Gewebes überlagern und dort durch eine niederfrequente Intensitätsmodulation einen endogenen Reiz bewirken sollen.
Die Interferenztherapie wurde in den 1940er Jahren durch den österreichischen Physiker Hans Nemec (* 1907; † 1981) entwickelt. 
Die deutsche Nationale Versorgungsleitlinie empfiehlt, die Interferenztherapie bei Rückenschmerzen nicht anzuwenden, da keine Wirkung nachgewiesen werden konnte.

## Grundlagen der IF-Therapie
Der Strom wird dem Körper nicht wie bei dem herkömmlichen Reizströmen in einem, sondern in 2 Stromkreisen zugeführt. Beide Kreise sollen sich im Körper an der Stelle der Wirkungsabsicht überkreuzen.
Diese Stelle wird also quadratisch oder rechteckig so eingerahmt, dass sich die beiden Elektroden je eines Stromkreises diagonal gegenüberliegen und die Kreuzung der beiden Stromkreise im Behandlungsgebiet liegt.
In beiden Stromkreisen wird dem Körper sinusförmiger Wechselstrom mittlerer Frequenz (um 4000 Hz) zugeführt.
Beide Stromkreise haben unter den Elektroden konstante Intensität.
Beide Stromkreise haben einen Unterschied in ihrer Frequenz zwischen 1 und 100 Hz.
Im Kreuzungsgebiet der beiden Stromkreise kommt es wegen des Frequenzunterschieds zu fortlaufenden Phasenverschiebungen. Das Ergebnis ist ein Interferenzstrom, der auf das Mischungsgebiet im Innern des Körpers lokalisiert ist.

## Wirkungsunterschiede zu den konventionellen Reizströmen
Die Interferenztherapie verursacht keine sensible Belästigung im Sinne eines Stromschmerzes. Es besteht keine Verätzungsgefahr der Haut, weil es bei Wechselstrom keine Bildung ätzender Stoffe unter der Haut gibt. Die Konzentration des Heilreizes kann auf jeden gewünschten Ort angewendet werden. Es erfolgt keine Gewöhnung an ein vorgegebenes, bei konventionellen Strömen stets nach Frequenz oder Stromstärke gleiches Reizmuster. Mit MF-Strom ist die Querreizung der Nerven möglich. Der Reiz entsteht durch die Gesamtheit der Stromwechsel, genannt Summationseffekt.